# Suezská šíje
Suezská šíje (arabsky برزخ السويس, Barzakh as-Suways) je pevninská šíje, která spojuje Afriku s Asií. Na africké straně na ni navazuje severovýchodní konec kontinentu s deltou Nilu, na asijské straně poloostrov Sinaj. V nejužším místě je široká 122 km vzdušnou čarou ze zálivu El Tīna ve Středozemním moři na severu do Suezského zálivu Rudého moře na jihu. Skrz šíji byl prokopán Suezský průplav, který šetří lodím cestu kolem Afriky. Název dostala podle přístavu Suez.
Africká a arabská deska původně tvořily jednu pevninu, ale během paleogénu a neogénu (asi před 65 až 2,6 milióny let) se vytvořily rozsáhlé zlomové struktury Rudého moře a Akabského zálivu. Otevřel se a následně byl zaplaven příkop Rudého moře až po Suezský a Akabský záliv. Během následujícího období čtvrtohor (zhruba posledních 2,6 miliónů let) hladina moře kolísala. Nakonec se zde objevila nízko položená šíje, která se rozšiřuje směrem k severu do otevřené pobřežní roviny. Díky bohatým srážkám sahala dříve delta Nilu v těchto místech mnohem dále na východ. Dvě říční ramena protékala severní šíjí, jedno ústilo do Středozemního moře v nejužším místě šíje, druhé asi 14 km na východ od dnešního Būr Sa'īdu.
Šíje se skládá z mořských usazenin, hrubších písků a štěrků uložených v počátečním srážkově bohatším období, nilských nánosů (zvláště na severu) a vátých písků. Povrch většiny šíje se zvedá nanejvýš několik desítek metrů nad hladinu obou moří, zejména v severní části. V jižní části se na východ od průplavu zvedají kopce až 250 m vysoké, které jsou nejzazším výběžkem Sinajských hor. Na jihozápad od Suezu se pak zvedá vrchovina Gebel 'Ataqa (871 m), nejsevernější výběžek horského pásma, které se táhne mezi Nilem a Rudým mořem. Krajina na šíji je převážně pouštního charakteru, najdeme tu ale i mělké deprese vyplněné vodou: jezera Manzala, Timsah, Velké a Malé Hořké jezero.